# Hugh Fraser
Hugh Matthew Fraser (Londres, 23 de octubre de 1945) es un actor, director de escena y escritor británico.

## Biografía
A pesar de haber nacido en Londres, se crio en los Midlands. Fraser estudió actuación en la Webber Douglas Academy of Dramatic Art. También fue miembro de "Telltale", una banda de folk que escribió e interpretó el tema musical de Rainbow, una serie de televisión infantil.
En su carrera artística ha sido conocido por su actuación en la serie Agatha Christie's Poirot, interpretando al "capitán Arthur Hastings".

## Filmografía
- Agatha Christie's Poirot (1989–2002, 2013)
- Sharpe (1994–2006)
- New Tricks Episode 1.5 (2004)
- The Alan Clark Diaries  (2004)
- Muerte en el seminario  (2003)
- 101 Dalmatians  (1996)
- Juego de patriotas (1992)
- Lorna Doone (1990)
- Jack el Destripador (1988)
- Codename: Kyril (1988)
- Edge of Darkness (1985)
- Reilly, Ace of Spies (1983)
- La maldición de la Pantera Rosa (1983)
- The Draughtsman's Contract (1982)
- Cloud Howe (1982)
- Firefox  (1982)
- Hanover Street  (1979)
- El hombre de la máscara de hierro  (1977)